# Kostel svatého Ducha (Broumov)
Barokní špitální kostel svatého Ducha v Broumově stojí u chorobince pod dolní branou, kousek pod nemocnicí.
Je to prostá, k jihu orientovaná omítaná stavba, která svým severním průčelím ustupuje o 7 m za líc okolních obytných domů. Severní průčelí s třemi prázdnými výklenky končí trojhranným štítem s 2 volutovými postranicemi, vedle nichž jsou na rozích podstavce s nasazenými koulemi. Tašková střecha je již nová. Nad kněžištěm vyčnívá osmihranný sanktusník. Obdélný vchod ve středu severního průčelí je bez ozdob.
Uvnitř měří kostelní loď 12,7 m na délku, 9 m na šířku a 11 m na výšku, kněžiště má 5,25 m na délku, 6 m na šířku a 9 m na výšku. V lodi kostela jsou čtyři půlkruhová okna, v kněžišti dvě a nad oltářem jsou dvě eliptická okénka. Zdi lodi jsou oživeny zalomovanými pilastry bez patky, jejichž hlavice zasahují do hlavní vnitřní římsy. Stejné pilastry jsou též pod půlkruhovým vítězným obloukem, mezi lodí a obdélným kněžištěm. Hlavní oltář je v dřevěné sloupkové architektuře s kusým štítem, v kterém je obraz od Jana Leflera, představující „seslání Ducha svatého“. Uprostřed lodi je dřevěná rokoková kazatelna s reliéfy Krista a 4 evangelistů. Před oltářem je řezané zábradlí.
První zmínka o kostele se uvádí z roku 1407. V roce 1421 byl spálen husity a v roce 1689 byl nově postaven. V nynější podobě stojí od roku 1735 díky péči Othmara Zinka.